# Black Creek (Caroline du Nord)
Pour les articles homonymes, voir Black Creek (homonymie).
Black Creek est une ville américaine située dans le comté de Wilson dans l'État de Caroline du Nord. En 2010, sa population était de 769 habitants.

## Démographie
| 1870 | 1880 | 1890 | 1900 | 1910 | 1920 |
| ---- | ---- | ---- | ---- | ---- | ---- |
| 77   | 129  | 191  | 196  | 219  | 274  |

| 1930 | 1940 | 1950 | 1960 | 1970 | 1980 |
| ---- | ---- | ---- | ---- | ---- | ---- |
| 355  | 333  | 316  | 310  | 449  | 523  |

| 1990 | 2000 | 2010 | - | - | - |
| ---- | ---- | ---- | - | - | - |
| 615  | 714  | 769  | - | - | - |

## Source de la traduction
- (en) Cet article est partiellement ou en totalité issu de l’article de Wikipédia en anglais intitulé « Black Creek, North Carolina » (voir la liste des auteurs).